# Clemens Brentano

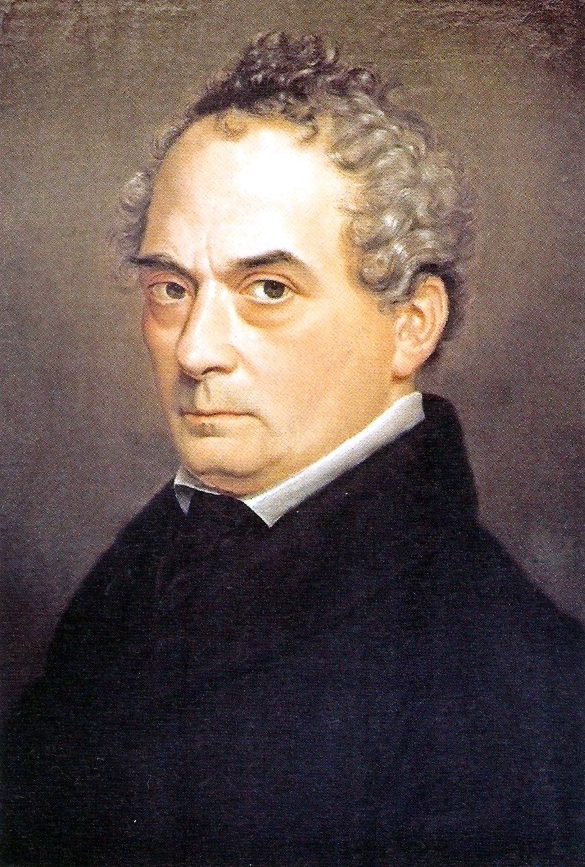
Clemens Brentano (Emilie Linder, um 1837)

Clemens Wenzeslaus Brentano (* 9. September 1778 in Ehrenbreitstein (heute Koblenz), Kurtrier; † 28. Juli 1842 in Aschaffenburg, Königreich Bayern) war ein deutscher Schriftsteller und neben Achim von Arnim der Hauptvertreter der sogenannten Heidelberger Romantik.

## Leben

### Herkunft
Clemens Brentano war der zweite Sohn des Frankfurter Kaufmanns Peter Anton Brentano (aus der Linie der Brentano di Tremezzo) und dessen (zweiter) Ehefrau, der vom jungen Goethe verehrten Maximiliane von La Roche, und war damit ein Enkel von Sophie von La Roche.
Zu seinen zahlreichen Geschwistern gehörten Bettina, die ebenso eine bedeutende Schriftstellerin der Romantik war, Georg, Christian, Sophie, Ludovica („Lulu“), Kunigunde („Gunda“), die mit dem Rechtsgelehrten Friedrich Carl von Savigny verheiratet war, sowie Magdalene („Meline“; verheiratete von Guaita).
Er wurde katholisch getauft; der in vielen Lexika anzutreffende zweite Vorname Maria gehört nicht zu seinen Taufnamen. Brentano benutzte in seinen ersten Veröffentlichungen den Namen Maria als Pseudonym und hat stets den 8. September, den Feiertag von Mariä Geburt, als seinen Geburtstag angegeben. Der Name wird sehr oft Clemens von Brentano geschrieben, doch beruht diese (fälschliche) Annahme einer Nobilitierung des Dichters auf einer Verwechslung mit dem Diplomaten Clemens von Brentano (1886–1965), der mit Clemens Brentano nur entfernt – als Ururenkel seines Halbbruders Franz Dominicus Brentano – verwandt ist.
Clemens Brentano wuchs unter mehrfachem Wohnortwechsel in Frankfurt am Main und Koblenz sowie kurzzeitig in Heidelberg und Mannheim auf.

### Studium
Nach dem Scheitern einer kaufmännischen Lehre 1795–1796 in Langensalza studierte Brentano ab dem 19. Mai 1797 in Halle Bergwissenschaften und wechselte am 5. Juni 1798 zum Medizinstudium an die Universität Jena. Statt sein Studium abzuschließen, widmete er sich aber immer mehr seinen literarischen Neigungen. In Jena lernte er die Vertreter der Weimarer Klassik (Christoph Martin Wieland, Johann Gottfried von Herder, Johann Wolfgang von Goethe) und der Frühromantik (Friedrich Schlegel, Johann Gottlieb Fichte und Ludwig Tieck) kennen. Letztere ist ab 1800 in Jena personell nahezu vollständig vertreten. Von ihren Werken und literaturtheoretischen Schriften ließ Brentano sich zu seinen ersten Werken anregen, vor allem zu dem Roman Godwi, in dem auch einige der bekanntesten Gedichte Brentanos enthalten sind (Zu Bacharach am Rheine, Sprich aus der Ferne, Ein Fischer saß im Kahne).
In Jena lernte Brentano auch Friedrich Carl von Savigny, der gerade an der Universität Marburg, promoviert hatte, kennen, befreundete sich mit ihm und führte ihn in seine Familie ein. Um beide bildete sich in den nächsten Jahren ein Kreis deutscher Romantiker. Savignys Familiensitz Hof Trages im Spessart war oft Treffpunkt dieser Freundesgruppe: die Brüder Jakob und Wilhelm Grimm, Brentanos Schwestern Kunigunde (Gunda), die 1804 Savigny heiratete, und Bettina, die spätere Gattin Achim von Arnims (1811), und deren Freundin Caroline von Günderode. Jacob Grimm beteiligte sich an der Volksliedsammlung Des Knaben Wunderhorn von Achim von Arnim und Clemens Brentano. Sein Bruder Wilhelm lebte einige Zeit mit Clemens und Arnim in dessen Wohnung in Berlin. Auf Trages schrieb Brentano in den 1830ern sein Märchen Gockel, Hinkel und Gackeleia (erschienen 1838). Die Geschichte beginnt mit dem Satz „In Deutschland in einem wilden Wald, zwischen Gelnhausen und Hanau, lebte ein ehrenfester bejahrter Mann […]“. Im weiteren Text enthaltene Ortsbeschreibungen lassen vermuten, dass die romantische Klosterruine des nahen Klosters St. Wolfgang bei Hanau als Vorlage für den Schauplatz „Gockelsruh“ diente. Im Brentano-Zimmer künden noch heute die 1809 bemalten Wände mit romantischen Darstellungen und Spottversen vom Savigny-Kreis. 
1801 in Göttingen, wo er als Student der Philosophie eingeschrieben war, lernte er Ludwig Achim von Arnim kennen, mit dem ihn bald eine enge Freundschaft verband und mit dem er 1802 eine Reise auf dem Rhein unternahm. In den nächsten Jahren wohnte er bis 1811 immer wieder über längere Zeiträume hinweg mit Arnim zusammen.

### Ehen

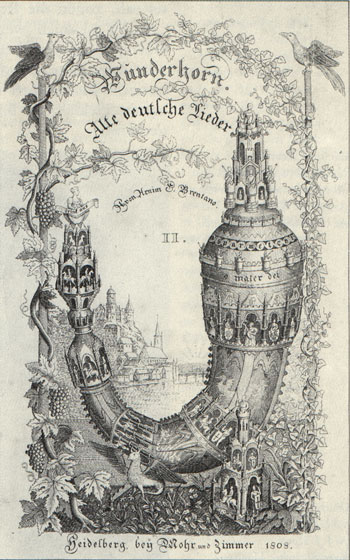
Wunderhorn. Titelbild des 2. Bandes von Des Knaben Wunderhorn (1808)

Nach seiner Heirat mit der Schriftstellerin Sophie Mereau zog er 1804 nach Heidelberg, wo er mit Arnim die Zeitung für Einsiedler und die Volksliedsammlung Des Knaben Wunderhorn herausgab. Der mit ihm befreundete Werner von Haxthausen schenkte den Band schon 1806 seiner Halbschwester Therese, Mutter der damals 9-jährigen Dichterin Annette von Droste-Hülshoff. Seine Frau starb 1806 bei der Geburt des dritten Kindes; auch die beiden ersten Kinder – Achim und Joachime – sind nur wenige Wochen alt geworden. Zudem hatte Sophie eine Fehlgeburt erlitten.
Wenige Monate später heiratete Brentano Auguste Bußmann, behielt aber sein „Wanderleben“ bei (Aufenthalte in Kassel und Landshut). Die von Hans Magnus Enzensberger als Prototyp der Amour fou beschriebene Beziehung ist das Thema im Kinofilm Requiem für eine romantische Frau von Dagmar Knöpfel. Diese zweite Ehe wurde 1814 geschieden.
Brentanos Verhältnis zu seinen Frauen war problematisch. War er mit Sophie zusammen, stritten sie sich häufig, auf Reisen schrieb er immer wieder, wie sehr sie ihm fehle. Er war außerdem eifersüchtig und hielt ihr immer wieder eine frühere Affäre vor. Er heiratete Auguste nach ihrer gemeinsamen Flucht von Frankfurt nach Kassel, sie war damals 16 Jahre alt. Sie flirtete gerne mit anderen Männern und spielte ihm kindliche Streiche, die ihn sehr ärgerten. Er bereute diese Heirat.

### Berlin, Böhmen, Wien
Seit Ende 1809 hielt er sich in Berlin auf, wo er am literarischen Leben teilnahm und an seinem (bereits seit 1802 entstehenden und erst postum veröffentlichten) Versepos Romanzen vom Rosenkranz und an den (ebenfalls erst nach seinem Tod erschienenen) Rheinmärchen arbeitete. Er gehörte zu den Gründungsmitgliedern der seit 1810 bestehenden Deutschen Tischgesellschaft, deren antijudaistische, zum Teil in Antisemitismus übergehende Tendenz er unter anderem mit seiner Schrift Der Philister vor, in und nach der Geschichte aktiv unterstützte. Antijudaistische Anspielungen begegnen auch in vielen weiteren seiner nach 1810 entstandenen Werke, z. B. in Gockel, Hinkel und Gakeleia. Das bekannteste seiner religiösen Werke, Das bittere Leiden, versammelt fast alle Topoi des christlichen Antijudaismus. Dagegen findet sich in einem anderen, etwa gleichzeitig entstandenen Werk, dem Leben Jesu, eine genaue und offenbar mit Sympathie geschriebene Schilderung des Judentums zur Zeit Christi.
Nur kurze Zeit währte seine Mitarbeit an Heinrich von Kleists Berliner Abendblättern; sie endete nach Differenzen mit Kleist.

Unterschrift von Clemens Brentano, im Brief an Susanne Schinkel, 17. Juli 1811

1811 reiste Brentano von Berlin ab, um sich die nächsten beiden Jahre in Böhmen und seit 1813 in Wien aufzuhalten. In dieser Zeit entstanden die Dramen Aloys und Imelde (erst 1912 veröffentlicht) und Die Gründung Prags (1815 im Druck erschienen). Der Versuch, sich in Wien als Bühnenautor zu etablieren, führte zu einem eklatanten Misserfolg.

### Rückkehr nach Berlin
Seit seiner Rückkehr nach Berlin im Jahr 1815 befand sich Brentano in einer Lebenskrise, die ihn zunächst zur pietistischen Erweckungsbewegung und schließlich zur Rückkehr zur katholischen Kirche führte. Dieser Schritt wurde motiviert durch die Bekanntschaft mit der Pastorentochter Luise Hensel, die er Ende 1816 kennenlernte. Zunächst erwog der geschiedene Brentano den Übertritt zum Protestantismus, um Luise Hensel heiraten zu können. Als sie seinen Antrag zurückwies, bemühte er sich um die Bekehrung der Freundin zur katholischen Kirche; 1818 konvertierte sie. Er legte 1817 die Generalbeichte ab und inszenierte seinen Verzicht auf weltliches Dichtertum, ohne sich jedoch im Privaten von der Dichtung zu verabschieden. Die Luise Hensel gewidmete Lyrik (u. a. O schweig nur Herz, Ich bin durch die Wüste gezogen) verbindet Elemente frühromantischer Dichtungstheorie mit religiösen und erotischen Themen. Etwa seit 1816 entstand auch ein Teil der Italienischen Märchen, darunter die erste Fassung von Gockel, Hinkel und Gackeleia.

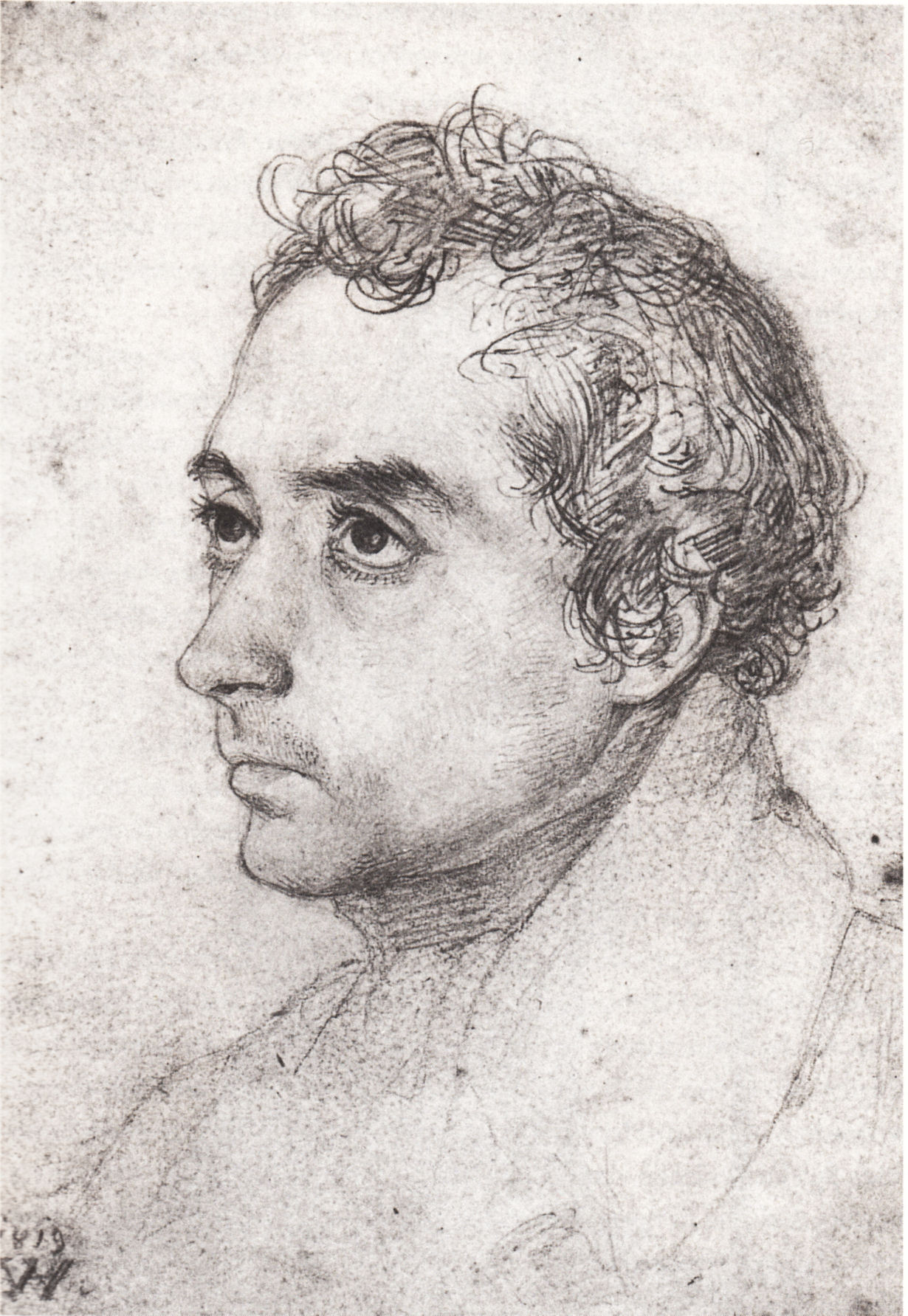
Clemens Brentano 1819 (Zeichnung von Wilhelm Hensel)

### Dülmen
1818 löste er seinen Berliner Hausstand auf, um die nächsten sechs Jahre im westfälischen Dülmen die Visionen der stigmatisierten Nonne Anna Katharina Emmerick an deren Krankenlager in vierzig Foliobänden aufzuzeichnen. Im Ergebnis veröffentlichte er vier Werke aus dem Themenkreis der Emmerick-Visionen: Das bittere Leiden unsers Herrn Jesu Christi, das Leben der hl. Jungfrau Maria, das Leben Jesu und eine von Karl Erhard Schmöger vervollständigte Biographie der Nonne.
Wie sich in Untersuchungen, die während des ersten Seligsprechungsverfahrens Anna Katharina Emmericks unternommen wurden, erwies, sind Brentanos Aufzeichnungen keine reinen Gesprächsnotizen, sondern vermischen die Aussagen Emmericks mit eigenen Anmerkungen sowie schriftstellerischen Passagen. Deshalb ist es schwer, den authentischen Wert der Visionsschriften zu bewerten.
In der Zeit in Westfalen lernte Brentano über seinen Freund Hans von Bostel auch die strenggläubige Familie Diepenbrock auf Haus Horst kennen. Die Tochter Apollonia Diepenbrock machte er mit Luise Hensel bekannt – ebenfalls eine Freundin Anna Katharina Emmericks – und beeinflusste dadurch ihren Lebensweg; Apollonia Diepenbrock pflegte ihn später an seinem Sterbebett.

### Frankfurt und München
Nach dem Tod der Emmerick (1824) lebte Brentano an wechselnden Orten, ab 1829 in Frankfurt, ab 1832 in Regensburg und ab 1833 in München. In dieser Zeit arbeitete er an Büchern, in denen er die Visionsaufzeichnungen verarbeitete: Das bittere Leiden unsers Herrn Jesu Christi (1833), Leben der heiligen Jungfrau Maria (1852, postum), Lehrjahre Jesu (1858–1860 in einer Bearbeitung von Karl Erhard Schmöger erschienen; authentische Ausgabe zuerst 1983) und eine Biographie Anna Katharina Emmericks (unvollendet; 1867–1870 in Schmoegers Bearbeitung; authentische Ausgabe zuerst 1981).  Mit seinem Buch Die Barmherzigen Schwestern (1831) unterstützte er die Einführung der Kongregation der Barmherzigen Schwestern vom Hl. Vinzenz von Paul in Deutschland; zugleich ist das Werk einer der Höhepunkte deutscher Prosa. Als Organisator laikaler sozialkaritativer Tätigkeiten, die bei Brentano stets mit der Pflege enger persönlicher Beziehungen zu Frauen verbunden waren, hat Brentano eine nicht unerhebliche Bedeutung in der Vorgeschichte des katholischen Vereinswesens.

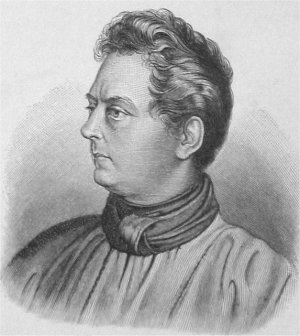
Brentano. Radierung von Ludwig Emil Grimm (1837)

1833 lernte Brentano in München die Schweizer Malerin Emilie Linder kennen. Wie bei früheren Frauenbekanntschaften wiederholten sich Liebeswerbung und Bekehrungsbemühungen; wie früher entzog sich die Freundin diesen Forderungen, ohne aber von ihnen ganz unbeeindruckt zu bleiben. Sie konvertierte nach Brentanos Tod zur katholischen Kirche. Im Zusammenhang mit Brentanos später Liebe zu ihr entstand sein lyrisches Spätwerk (u. a. Ich darf wohl von den Sternen singen). Wie die Linder-Lyrik, so knüpfen auch die in den 1830er Jahren entstandenen Märchenromane (Fanferließchen Schönefüßchen, zu Lebzeiten unveröffentlicht; Gockel, Hinkel und Gackeleia, 1838 erschienen) an das dichterische Werk aus der Berliner Zeit 1810–1818 an; zu den komplexesten und interessantesten seiner Arbeiten gehört das 102 Strophen lange Gedicht Alhambra.
Neben diesen hochartifiziellen Werken beteiligte Brentano sich zeitweise aktiv an der propagandistischen Tätigkeit des katholischen Kreises um Joseph von Görres. Inwieweit er die politischen Absichten des restaurativen Konservatismus teilte, ist eine nicht leicht zu beantwortende Frage. Zeitgenossen, unter denen manche ihn für einen Satanisten oder für eine „dämonische“ Gestalt hielten, fiel die irritierende Vieldeutigkeit seines Lebenswandels und seiner mündlichen und unveröffentlichten schriftlichen Äußerungen auf, die sich mit dem Bild des fromm gewordenen alternden Dichters schlecht vereinbaren ließ.

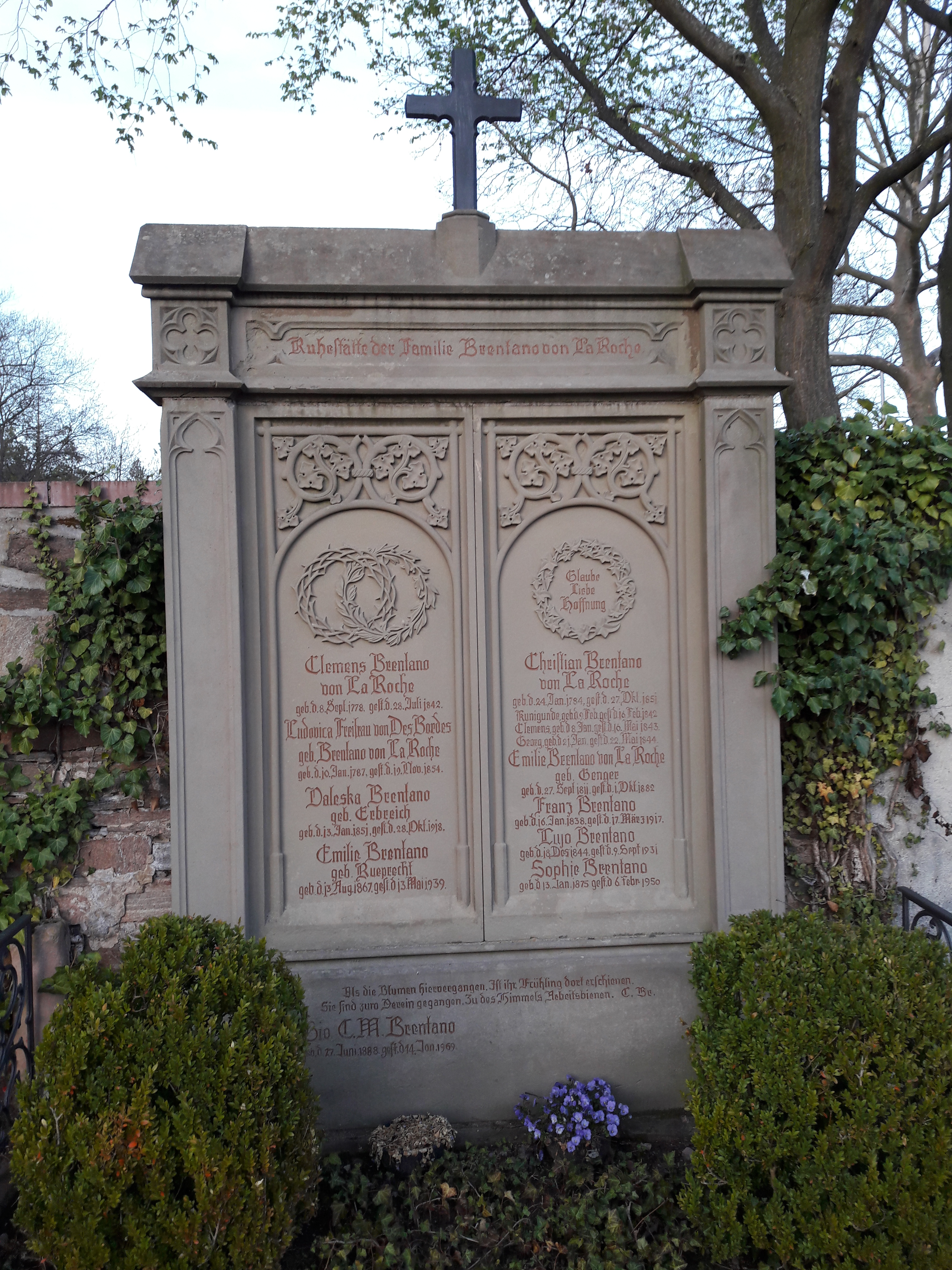
Grabmal Familie Brentano

Die Orthodoxie seiner „religiösen“ Werke war immer umstritten, es kam jedoch nie zu einer Indizierung der außerordentlich erfolgreichen Werke durch die römische Indexkongregation. Nach dem Ersten Vatikanischen Konzil haben sich auffällig viele von Brentanos ehemaligen, zu dieser Zeit noch lebenden Freunden und Bekannten von der Kirche abgewandt, ebenso viele aber gehörten zu den besonders entschiedenen Anhängern der Kirche.
Die letzten Lebensjahre Brentanos waren von Schwermut geprägt. Am 5. Juli 1842 zog er zu seinem Bruder Christian nach Aschaffenburg, in dessen Haus er nach wenigen Wochen im Alter von 63 Jahren starb. Er ist auf dem Aschaffenburger Altstadtfriedhof beigesetzt. Die Grabstätte steht unter Denkmalschutz.

## Filme über Brentano
- Dagmar Knöpfels mehrfach ausgezeichneter Film Requiem für eine romantische Frau[9]  (1998) thematisiert die Beziehung Clemens Brentanos (gespielt von Sylvester Groth) und der 16-jährigen Auguste Bußmann (gespielt von Janina Sachau) 1807, basierend auf ihrem Briefwechsel.[10]
- Der Spielfilm des Regisseurs Dominik Graf Das Gelübde (2007) handelt vom 6-jährigen Aufenthalt Brentanos im westfälischen Dülmen (1818–1824), wo er Anna Katharina Emmericks Visionen aufzeichnete.

## Publikationsgeschichte und Rezeption
Der große Teil seiner dichterischen Werke war zu Lebzeiten unveröffentlicht geblieben und wurde erst nach seinem Tod herausgegeben, von seiner Schwägerin Emilie Brentano, der Frau seines Bruders Christian Brentano, und Joseph Merkel (Gesammelte Schriften).
Seit 1975 erscheinen Sämtliche Werke und Briefe in historisch-kritischen Editionen, in denen viele Werke erstmals im ursprünglichen Wortlaut wiedergegeben werden (sogenannte Frankfurter Brentano-Ausgabe, FBA).
Besondere Verdienste um die Erschließung von Leben und Werk Brentanos haben sich Wolfgang Frühwald, Bernhard Gajek und Konrad Feilchenfeldt erworben.
In Berlin-Steglitz erinnert die Brentanostraße seit dem 9. Juni 1933 an den Schriftsteller.
Zu seiner Erinnerung stiftete die Stadt Heidelberg 1993 den Clemens-Brentano-Preis.
1999 wurde der Asteroid (8054) Brentano nach ihm benannt.
Auf der Rückseite des letzten 5 DM-Scheins (BBk III – 1990) ist seine Unterschrift als Faksimile in der unteren rechten Ecke dargestellt.

## Erinnerungen

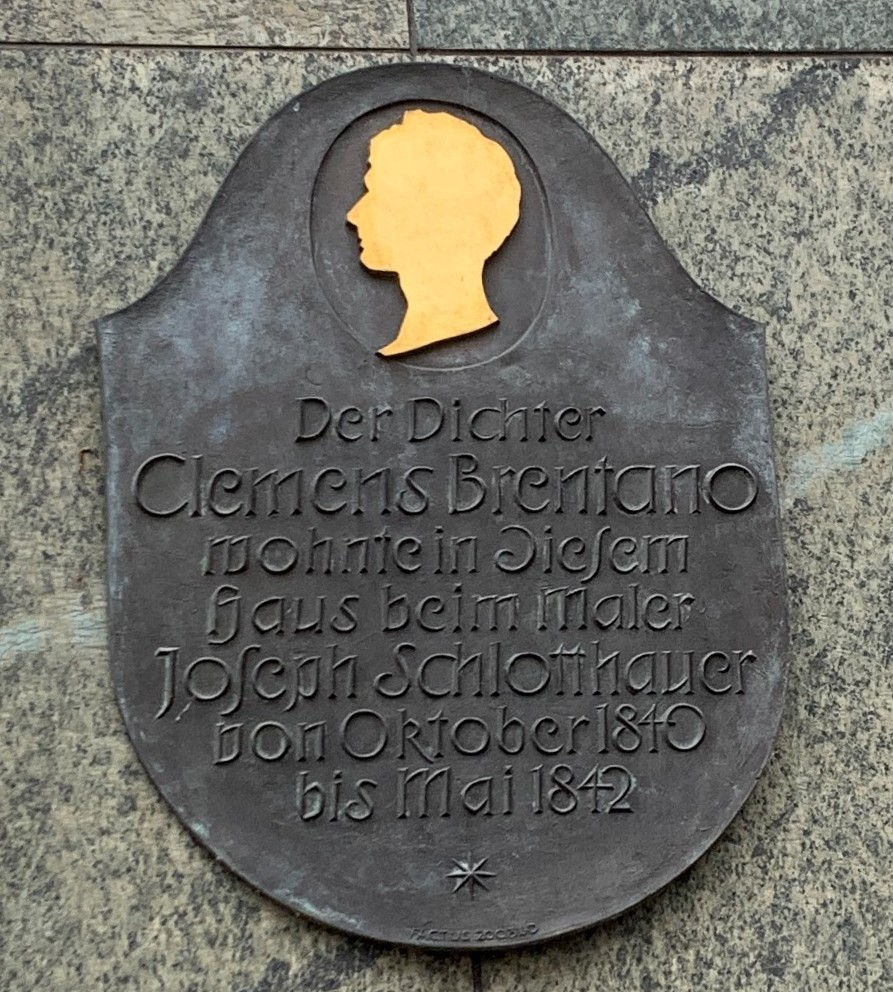
Gedenktafel: München, Herzogspitalstraße 13
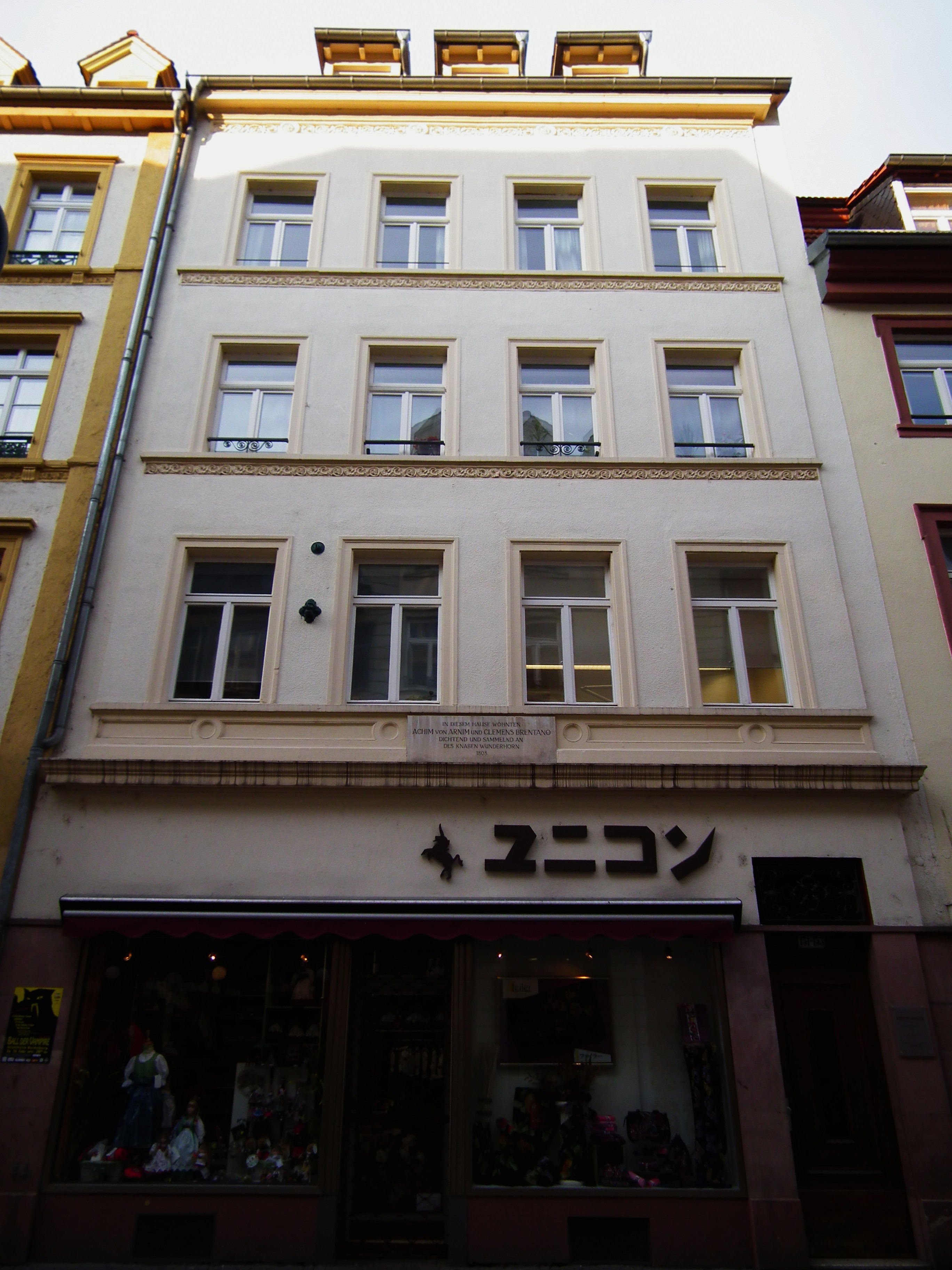
Brentanos und Arnims Wohnung (1808), Heidelberg, Hauptstr. 151
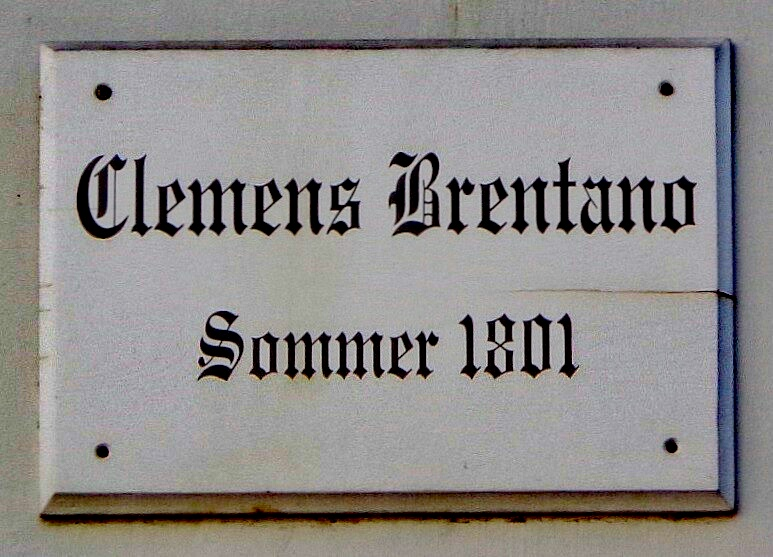
Göttingen, Weender Straße 30.
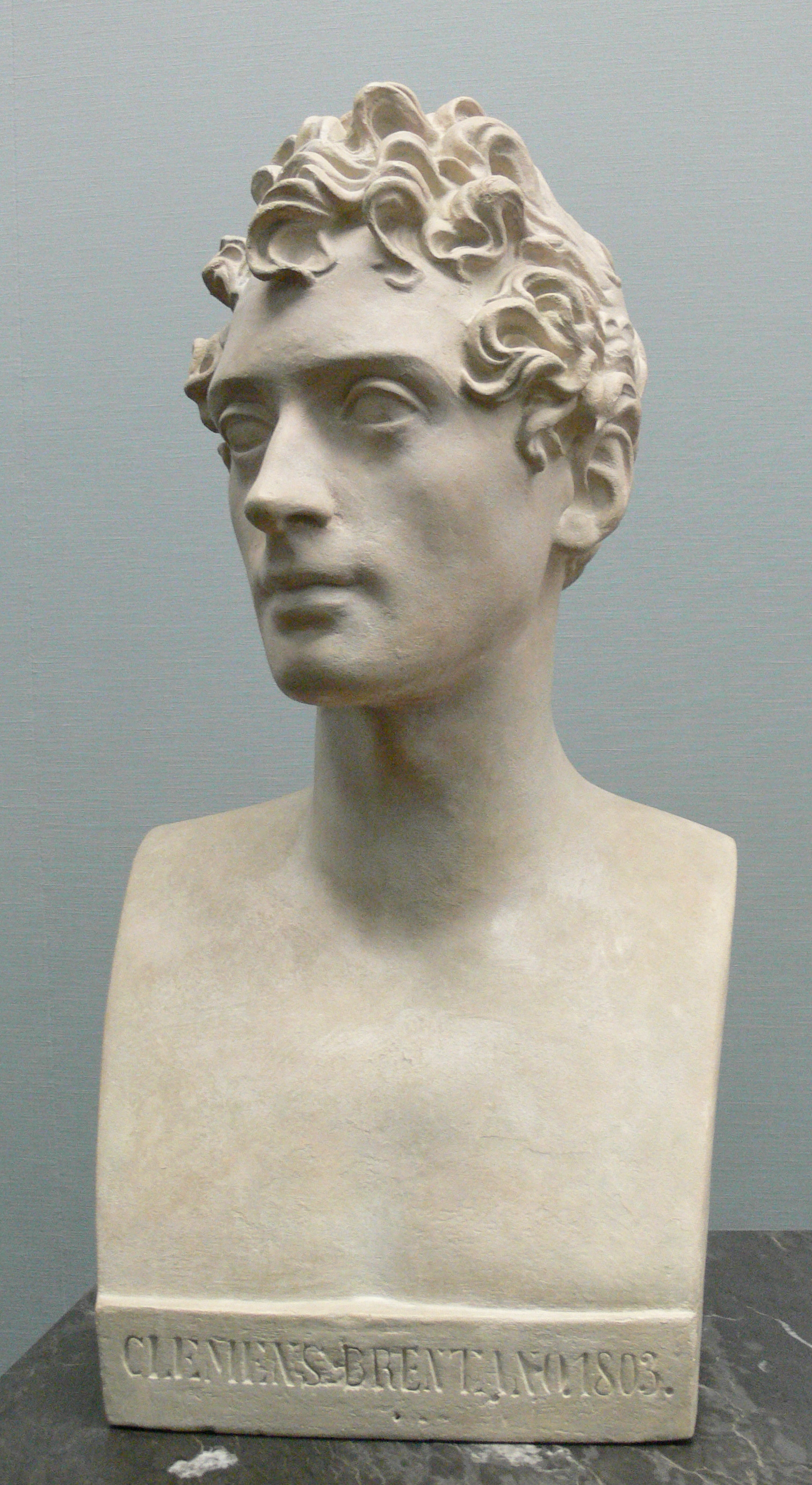
Skulptur von Christian Friedrich Tieck (1803)
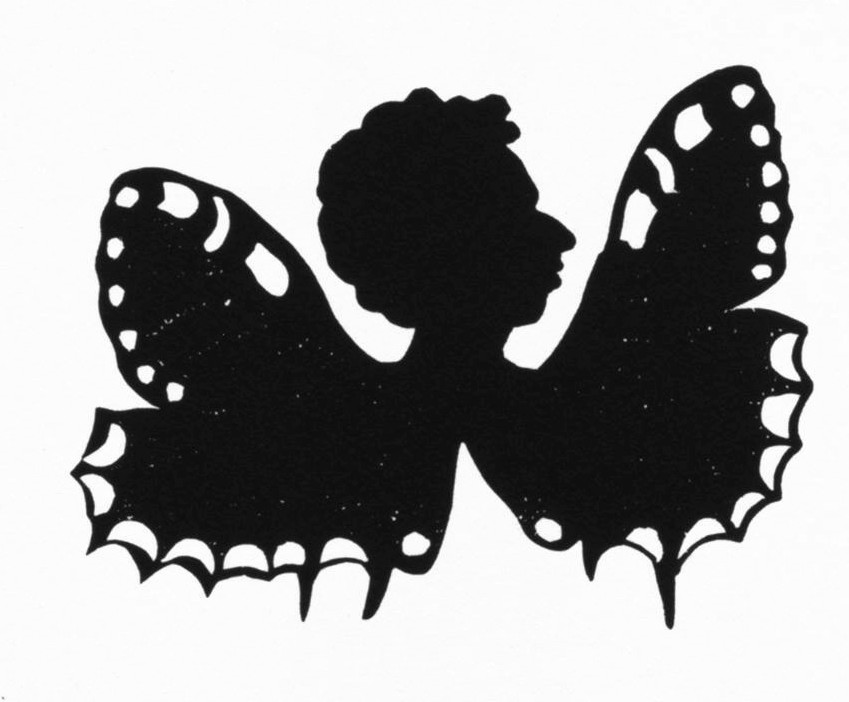
Scherenschnitt von Luise Duttenhofer
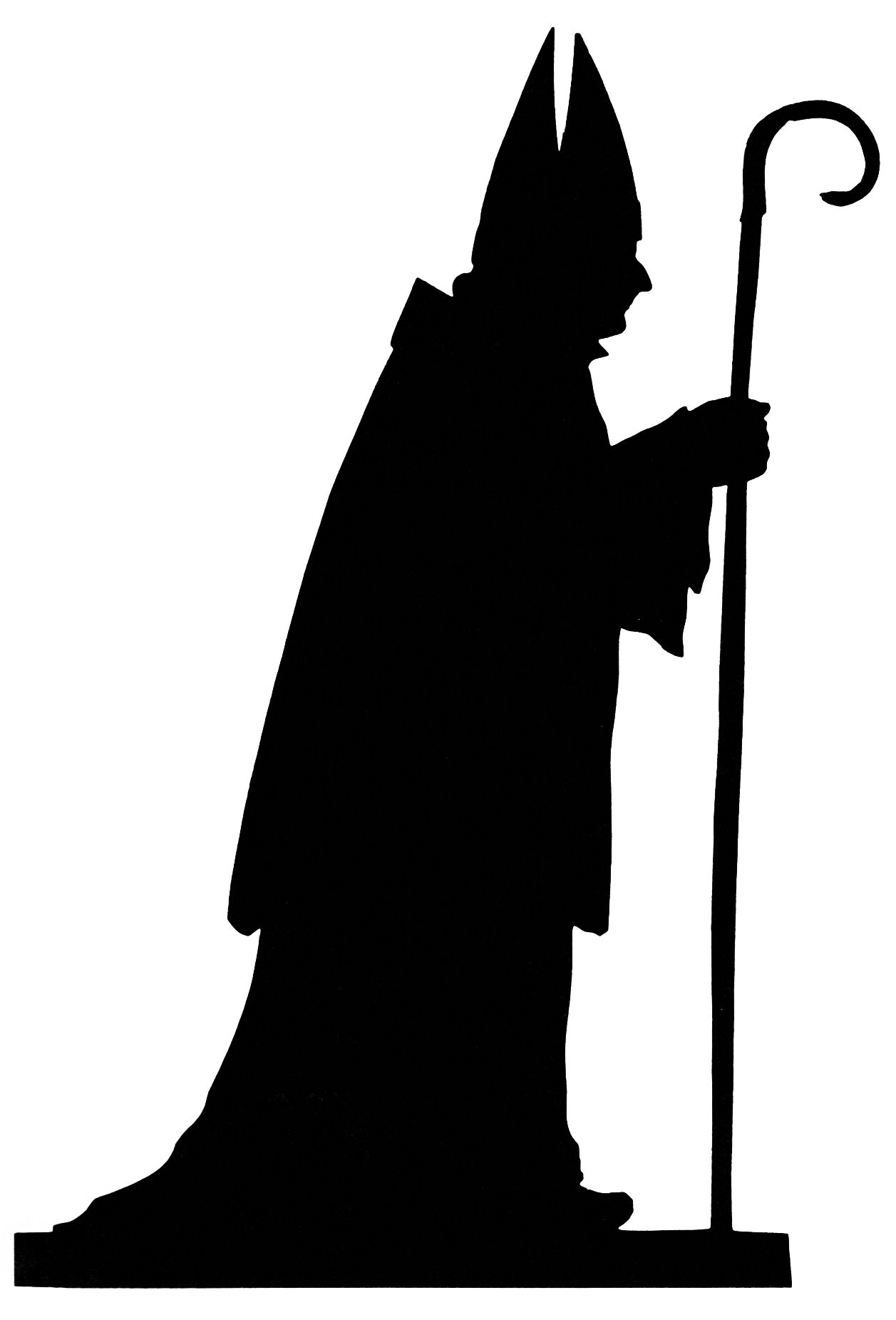
Clemens Brentano im Bischofsgewand. Scherenschnitt von Duttenhofer
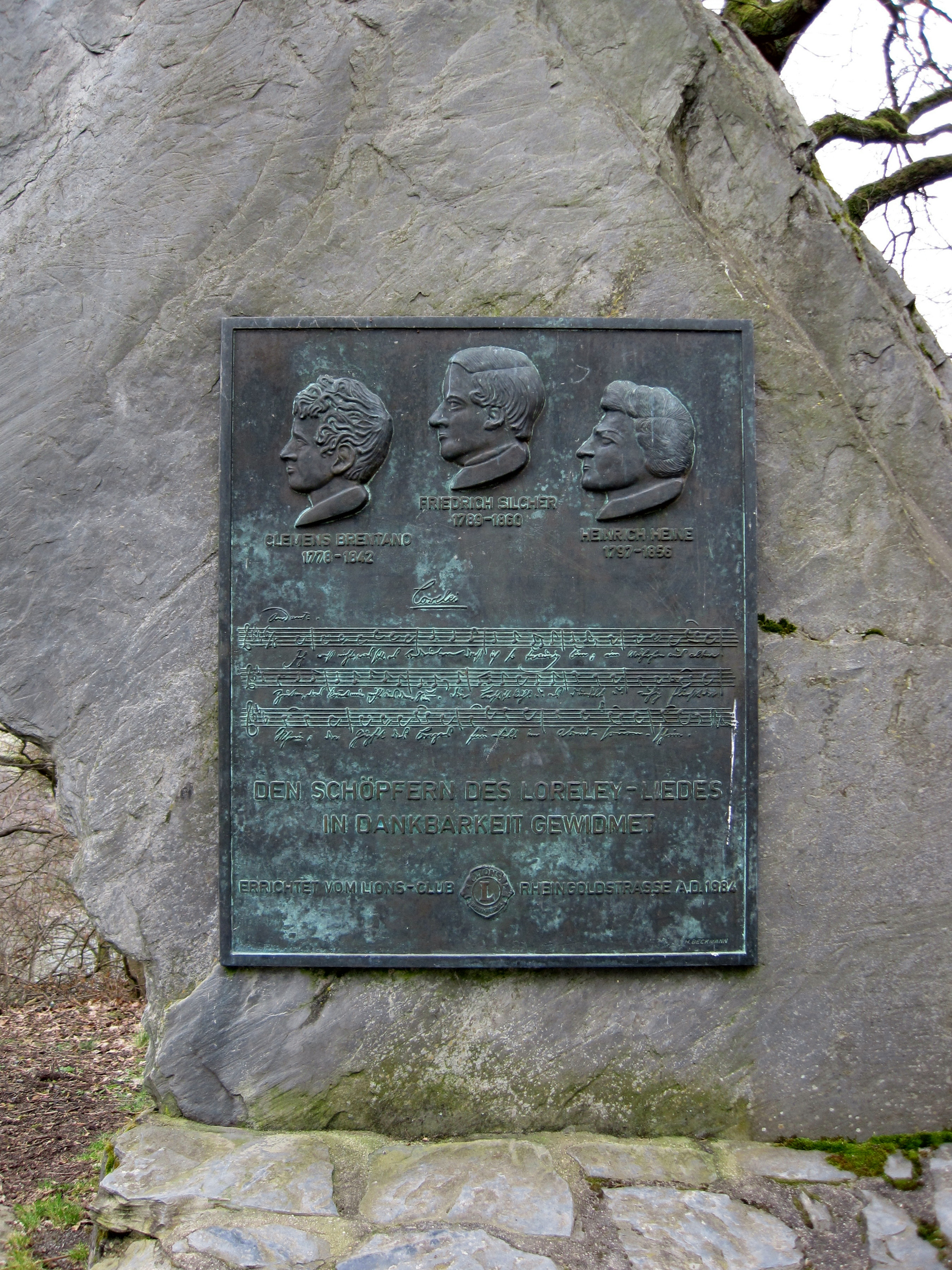
Aussichtspunkt Loreley-Blick Maria Ruh. Zum Gedenken an das Loreley-Lied
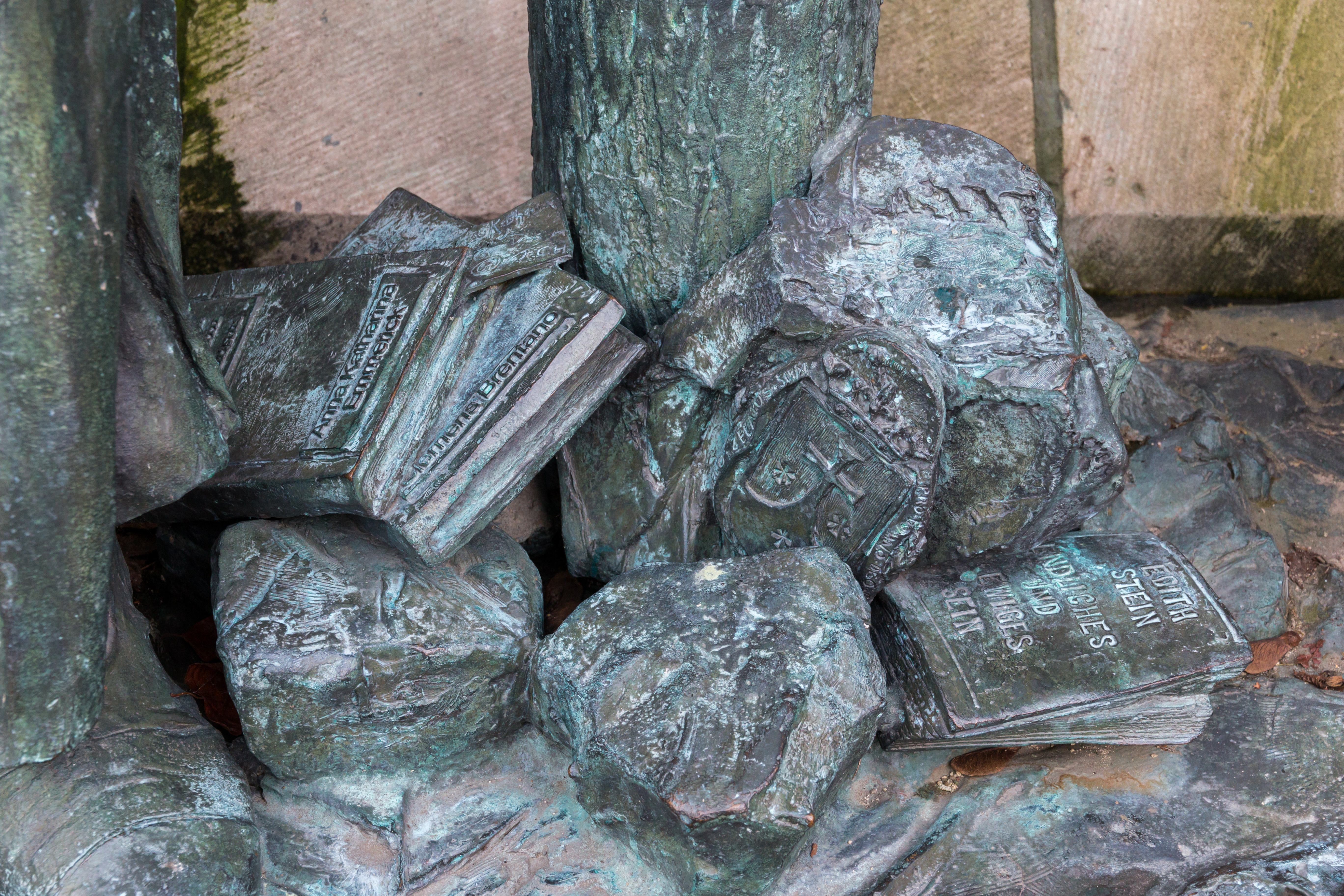
Teil der Kreuzigungsgruppe vor dem Dom in Münster
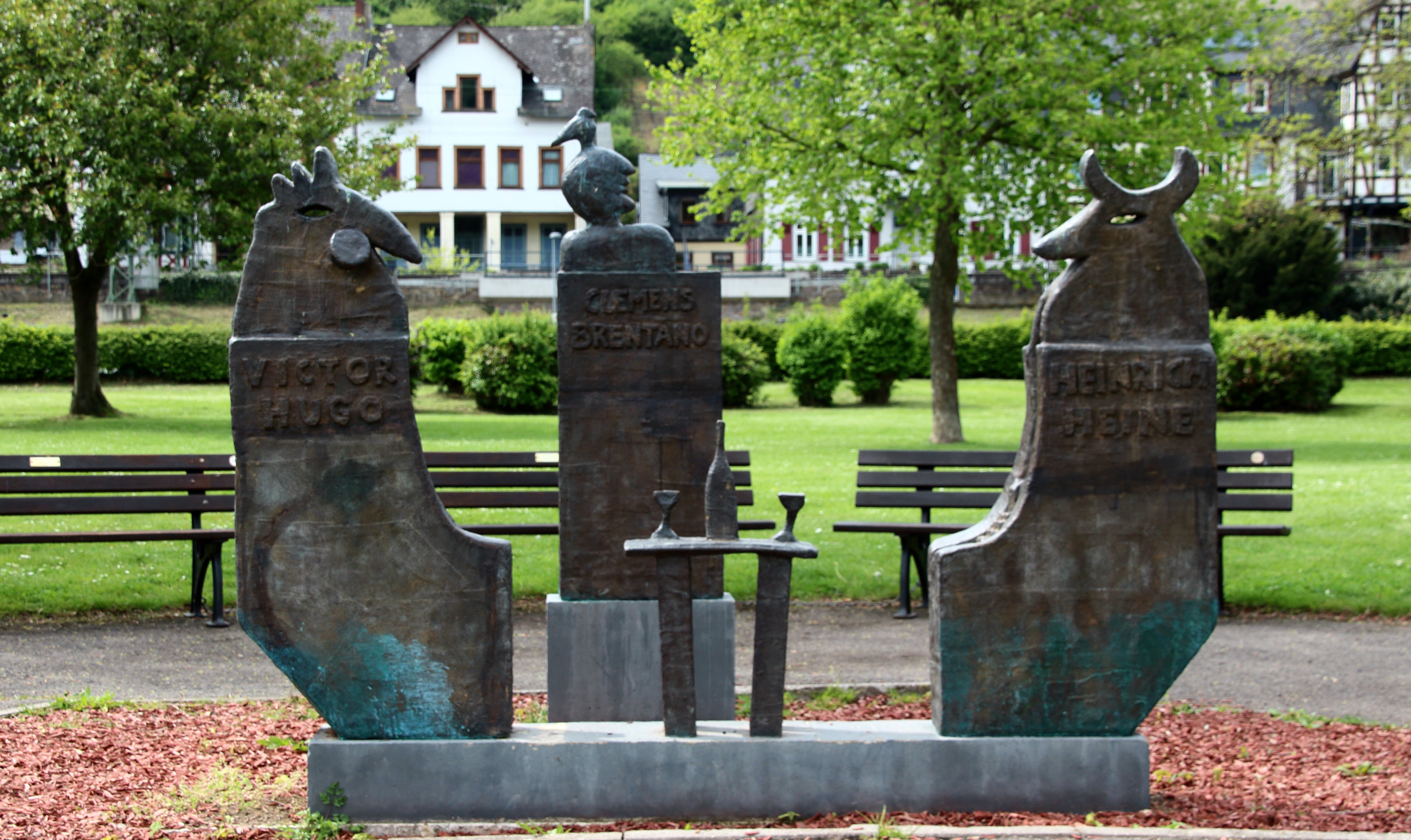
Skulptur von Liesel Metten in Bacharach
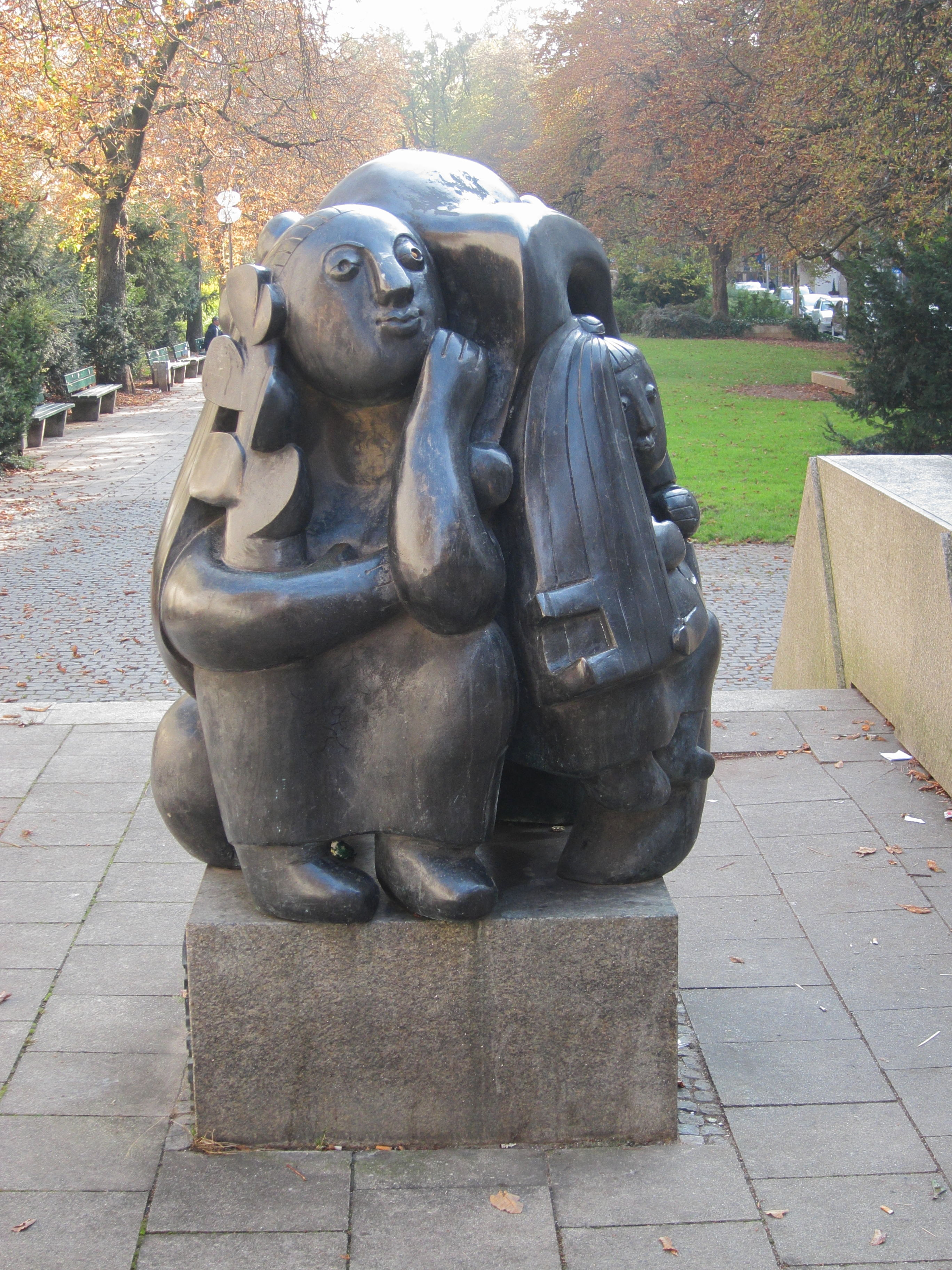
Skulptur von Angelika Fazekas (München, Herzog-Wilhelm-Str. 13)

## Werke
- Gesammelte Schriften in 9 Bänden. (1852–1855). D. Sauerländer’s Verlag, Frankfurt am Main. (Online bei ALO).
- Sämtliche Werke und Briefe. Historisch-kritische Ausgabe, hrsg. von Anne Bohnenkamp-Renken, Konrad Feilchenfeldt, Jürgen Behrens, Wolfgang Frühwald und Detlev Lüders. Kohlhammer, Stuttgart (u. a.) 1975.[12]

### Lyrik
- Sprich aus der Ferne, 1801
- Abendständchen, 1802
- Der Spinnerin Nachtlied, um 1802
- Was reif in diesen Zeilen steht, 1837
- Wenn der lahme Weber träumt, 1838
- Des Knaben Wunderhorn (Volksliedersammlung, 3 Bde., zusammen mit Ludwig Achim von Arnim), 1806 und 1808 (Neuausgabe in FBA 6-9, hrsg. von Heinz Rölleke)
  - Bd. 1. Heidelberg, 1806. (Digitalisat und Volltext im Deutschen Textarchiv)
  - Bd. 2. Heidelberg, 1808. (Digitalisat und Volltext im Deutschen Textarchiv)
  - Bd. 3. Heidelberg, 1808. (Digitalisat und Volltext im Deutschen Textarchiv)
- Gedichte (hrsg. von Emilie Brentano), 1854
- Gedichte. Romanzen vom Rosenkranz (hrsg. von Wolfgang Frühwald, Bernhard Gajek und Friedhelm Kemp), 1968
- Siehe auch: Henning Boëtius (Hrsg.): Der andere Brentano. Nie veröffentlichte Gedichte. Eichborn, Frankfurt am Main 1985, ISBN 3-8218-0125-5

### Märchen
- Gockel, Hinkel und Gackeleia (Märchen), 1838. (Digitalisat und Volltext im Deutschen Textarchiv)
- Mährchen von Clemens Brentano (hrsg. von Guido Görres), 2 Bde., 1846/47 (Neuausgabe der Rheinmärchen in FBA 17, hrsg. von Brigitte Schillbach)
- Die Mährchen vom Rhein sind vier Erzählungen, die Clemens Brentano von 1810 bis 1812 schrieb, aber zu Lebzeiten nicht veröffentlichte.
- Italienische Märchen sind elf Märchenbearbeitungen, darunter Das Märchen vom Witzenspitzel, die zwischen 1805 und 1811 entstanden. Zehn davon wurden erst postum veröffentlicht.

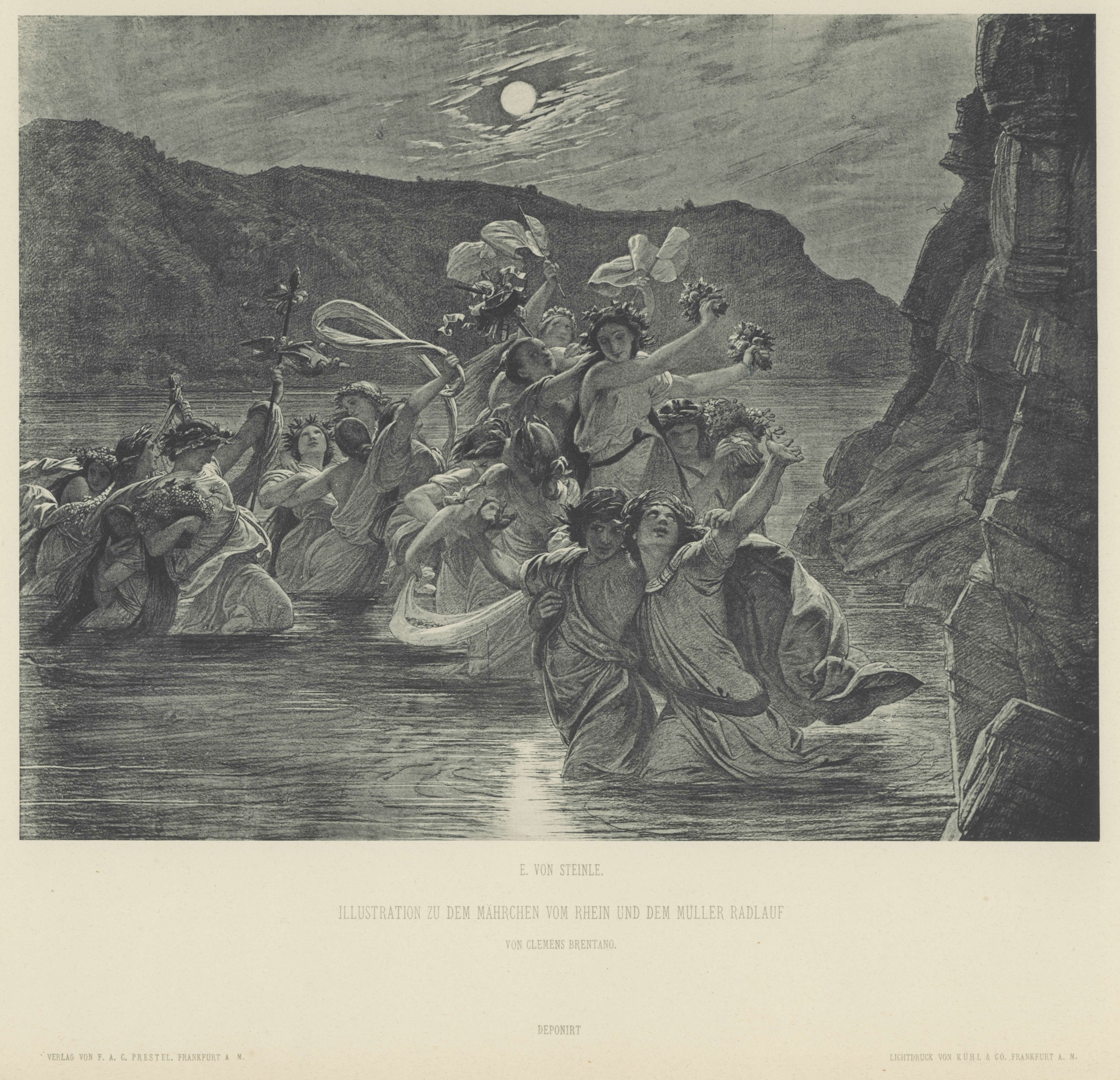
Illustration zu den Rhein-Märchen von Edward von Steinle
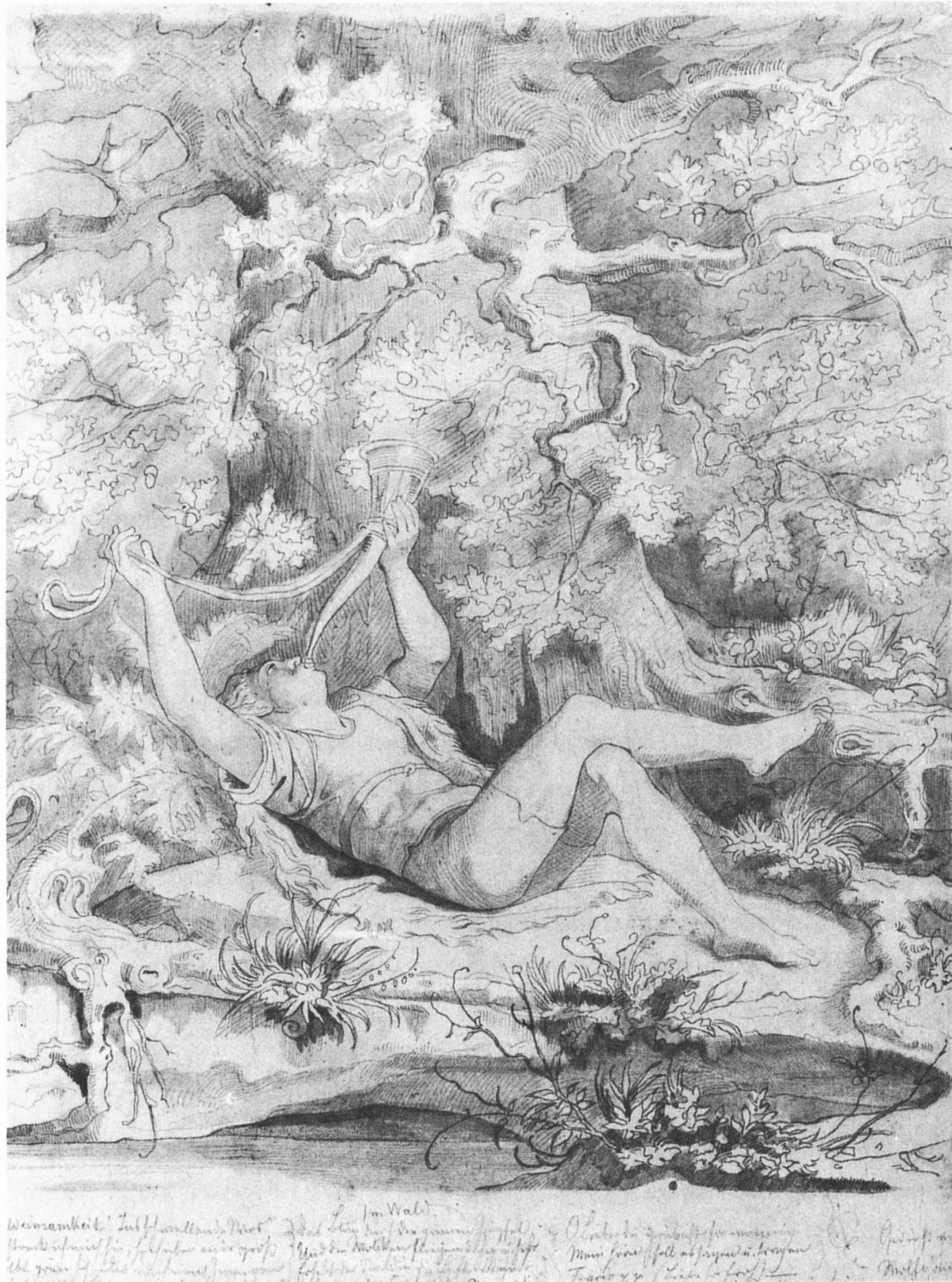
Des Knaben Wunderhorn. Zeichnung von Moritz von Schwind
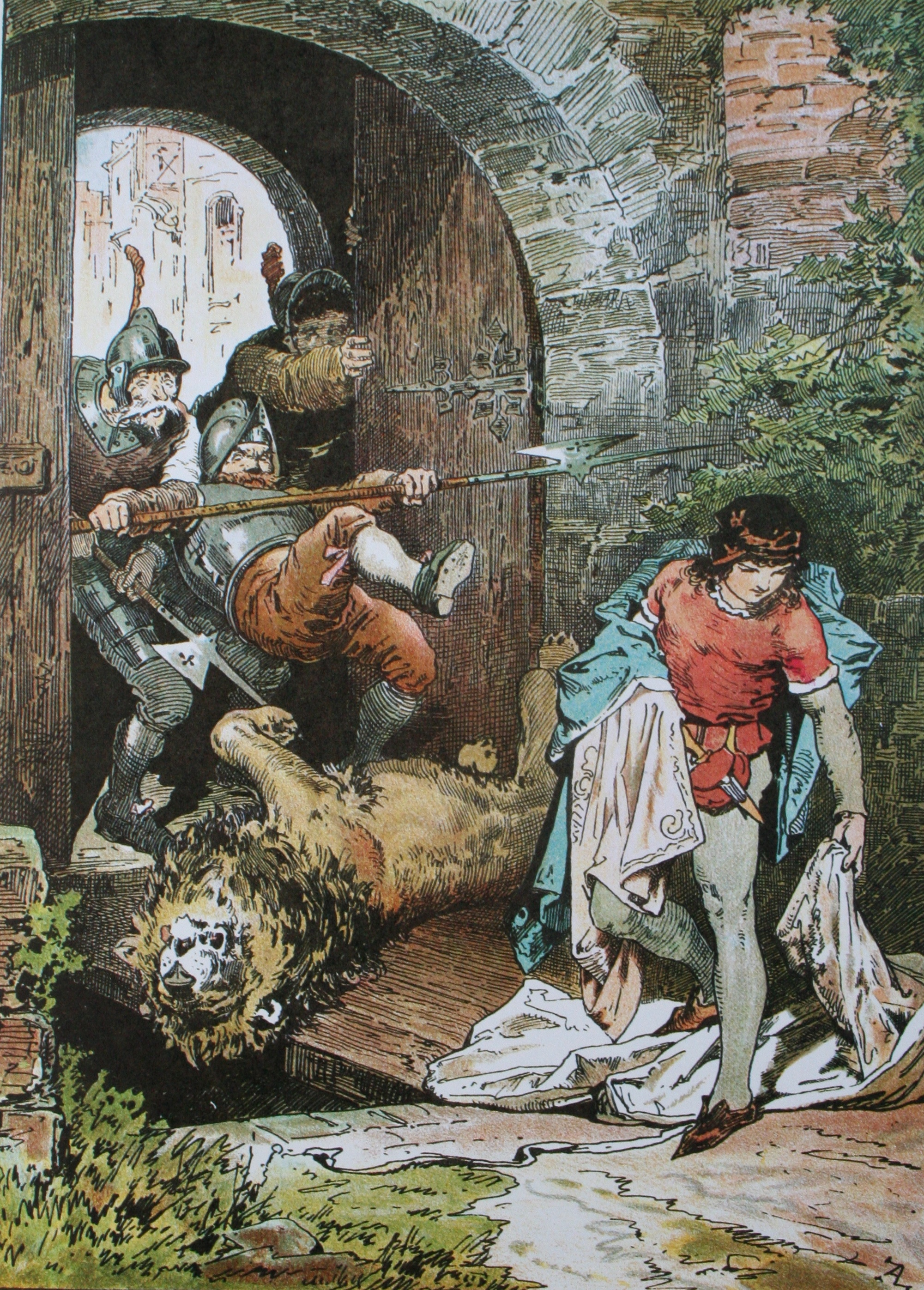
Das Märchen vom Witzenspitzel, (Illustration von Alexander Zick)
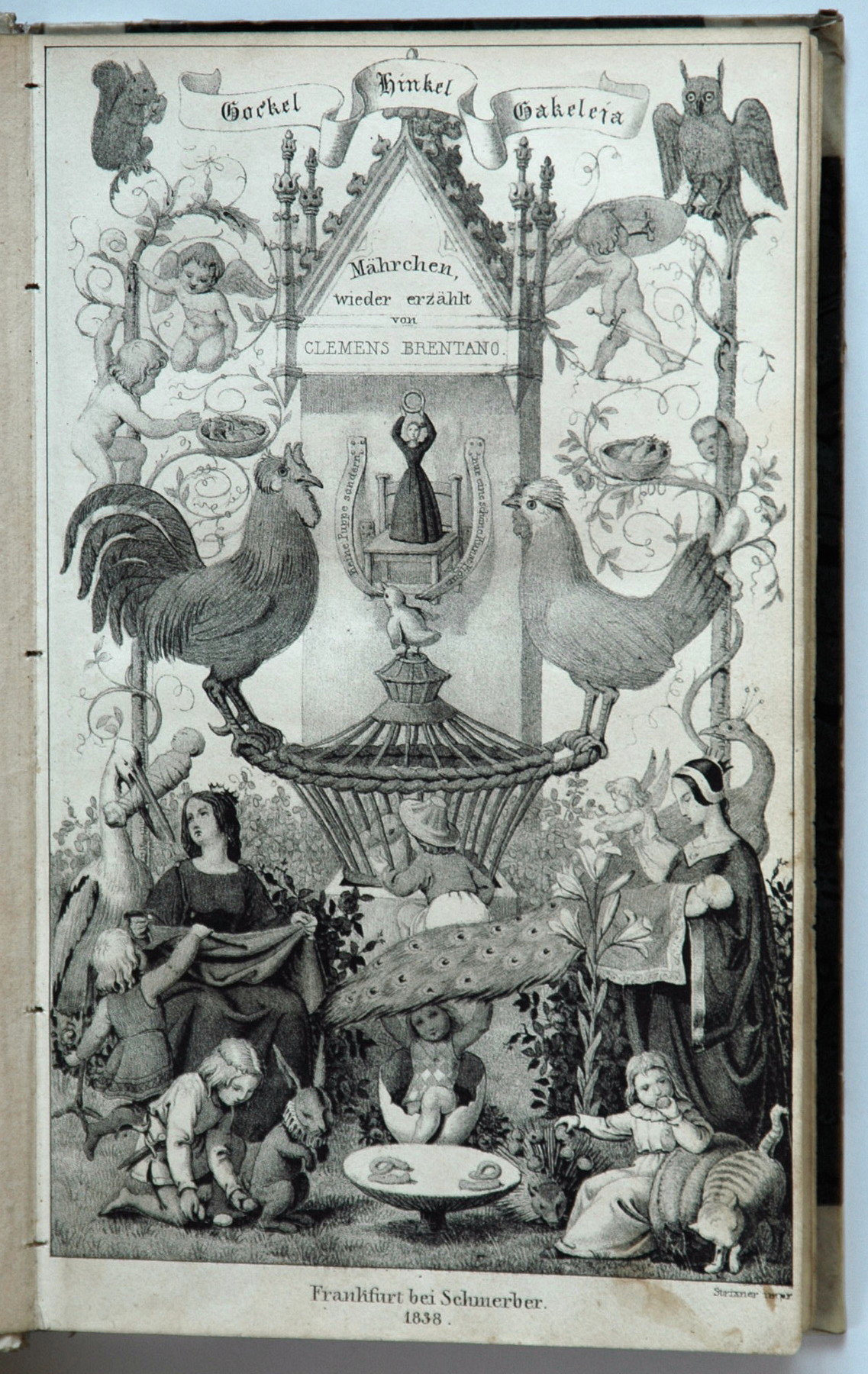
Gockel, Hinkel und Gackeleia (1838)
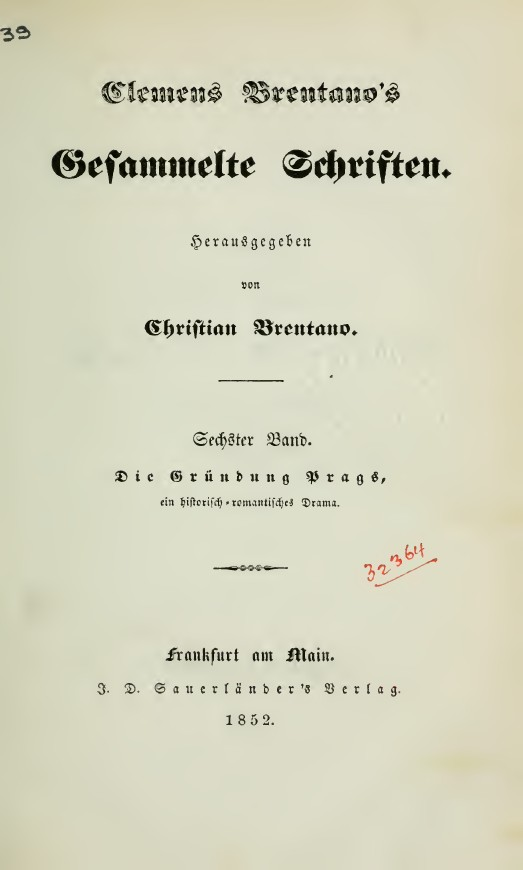
Die Gründung Prags (Drama, 1852)

### Epik
- Romanzen vom Rosenkranz (Versepos; in Band 3 der Gesammelten Schriften), 1852 (Neuausgabe in FBA 10, hrsg. von Clemens Rauschenberg, und FBA 11,1, hrsg. von Dietmar Pravida), (Unter Benutzung d. handschr. Materials hrsg. v. Alphons M. von Steinle. Trier : Petrus-Verl., 1912) online

Dieses unvollendete Werk Brentanos besteht aus 20 Gedichten (u. a. Rosablankens Traum oder Meliore und Apone), die auf seiner Neubekehrung zum Katholizismus beruhen. Das Epos beschreibt eine italienische Familie, deren Vorfahren einst der Heiligen Familie die Herberge verweigert hatten und deren drei Töchter dafür büßen sollen. Brentano versucht die Entstehung des Rosenkranzes in mehr als 2600 Strophen lyrisch zu deuten. Besondere Aufmerksamkeit widmet er der traditionellen Sprache und geistesgeschichtlichen Nachweisen. Anfangs fand dieser vielschichtige „Roman“ keine große Anhängerschaft, doch nachdem Hans Scholl berichtet hatte, er habe der Weißen Rose ihren Namen unter dem Eindruck der Lektüre Brentanos gegeben, wurden die Romanzen vom Rosenkranz als eines seiner Hauptwerke angesehen.
- Godwi oder Das steinerne Bild der Mutter (Roman) 2 Bände, 1801 – Eine fragmentarische Fortsetzung enthält das wirkungsmächtige Gedicht von der Lore Lay. (Neuausgabe in FBA 16 mit detailliertem Kommentar, hrsg. von Werner Bellmann) online
- Der schiffbrüchige Galeerensklave vom todten Meer (Romanfragment; hrsg. von Walther Rehm), 1949 (Neuausgabe in FBA 19, hrsg. von Gerhard Kluge)

### Erzählungen
- Die Rose 1800 (FBA 19, hrsg. von Gerhard Kluge)
- Der Sänger 1801 (FBA 19)
- Die Schachtel mit der Friedenspuppe 1815 (Neuausgabe in FBA 19, hrsg. von Gerhard Kluge)
- Die mehreren Wehmüller und ungarischen Nationalgesichter 1817 (Neuausgabe in FBA 19, hrsg. von Gerhard Kluge)
- Die drei Nüsse 1817 (Neuausgabe in FBA 19)
- Geschichte vom braven Kasperl und dem schönen Annerl (Rahmennovelle), 1817. (Digitalisat und Volltext im Deutschen Textarchiv) (Neuausgabe in FBA 19)
- Aus der Chronika eines fahrenden Schülers (Erzählung), 1818 (Neuausgabe in FBA 19)

### Bühnenwerke
- Gustav Wasa (Drama), 1800 (FBA 12, hrsg. von Hartwig Schultz)
- Godwi und Godwine (Lustspiel, Fragment, zusammen mit Bettina Brentano), um 1801 (FBA 12)
- Cecilie (Drama, Fragment), um 1801 (FBA 12)
- Die lustigen Musikanten (Singspiel), 1803 (FBA 12)
- Ponce de Leon (Lustspiel), 1803 (FBA 12)
- Die Gründung Prags (Drama), 1815 (Neuausgabe in FBA 14, hrsg. von Walter Schmitz)

### Satiren
- Entweder wunderbare Geschichte von Bogs dem Uhrmacher, wie er zwar das menschliche Leben längst verlassen, nun aber doch, nach vielen musikalischen Leiden zu Wasser und zu Lande, in die bürgerliche Schützengesellschaft aufgenommen zu werden Hoffnung hat, oder die über die Ufer der Badischen Wochenschrift als Beilage ausgetretene Conzert-Anzeige, 1807 (gemeinsam mit Johann Joseph von Görres verfasst) online

### Religiöse Werke
- Die Barmherzigen Schwestern in Bezug auf Armen- und Krankenpflege, 1831 (Neuausgabe in FBA 22, hrsg. von Renate Moering) Online
- Lehrjahre Jesu Teil I und II (FBA 24,1/2, hrsg. von Jürg Mathes) ISBN 3-17-008658-8
- Das bittere Leiden unsers Herrn Jesu Christi (1858–1860 in einer Bearbeitung von Karl Erhard Schmoeger erschienen; authentische Ausgabe zuerst 1983, Neuausgabe in FBA 26 und 27,2, hrsg. von Bernhard Gajek und Irmengard Schmidbauer) ISBN 3-17-012652-0, ISBN 3-17-004917-8 online
- Das Leben der hl. Jungfrau Maria (1852, postum) ISBN 3-557-91005-9, ISBN 978-3-557-91005-3, ISBN 3-7171-0961-8, ISBN 978-3-7171-0961-7
- Biographie der Anna Katharina Emmerick (unvollendet, 1867–1870 in Schmoegers Bearbeitung; authentische Ausgabe zuerst 1981)
- Tagebuchaufzeichnungen: Geheimnisse des Alten und des Neuen Bundes: Aus den Tagebüchern des Clemens Brentano, ISBN 3-7171-0962-6, ISBN 978-3-7171-0962-4